# Schaubühne am Lehniner Platz

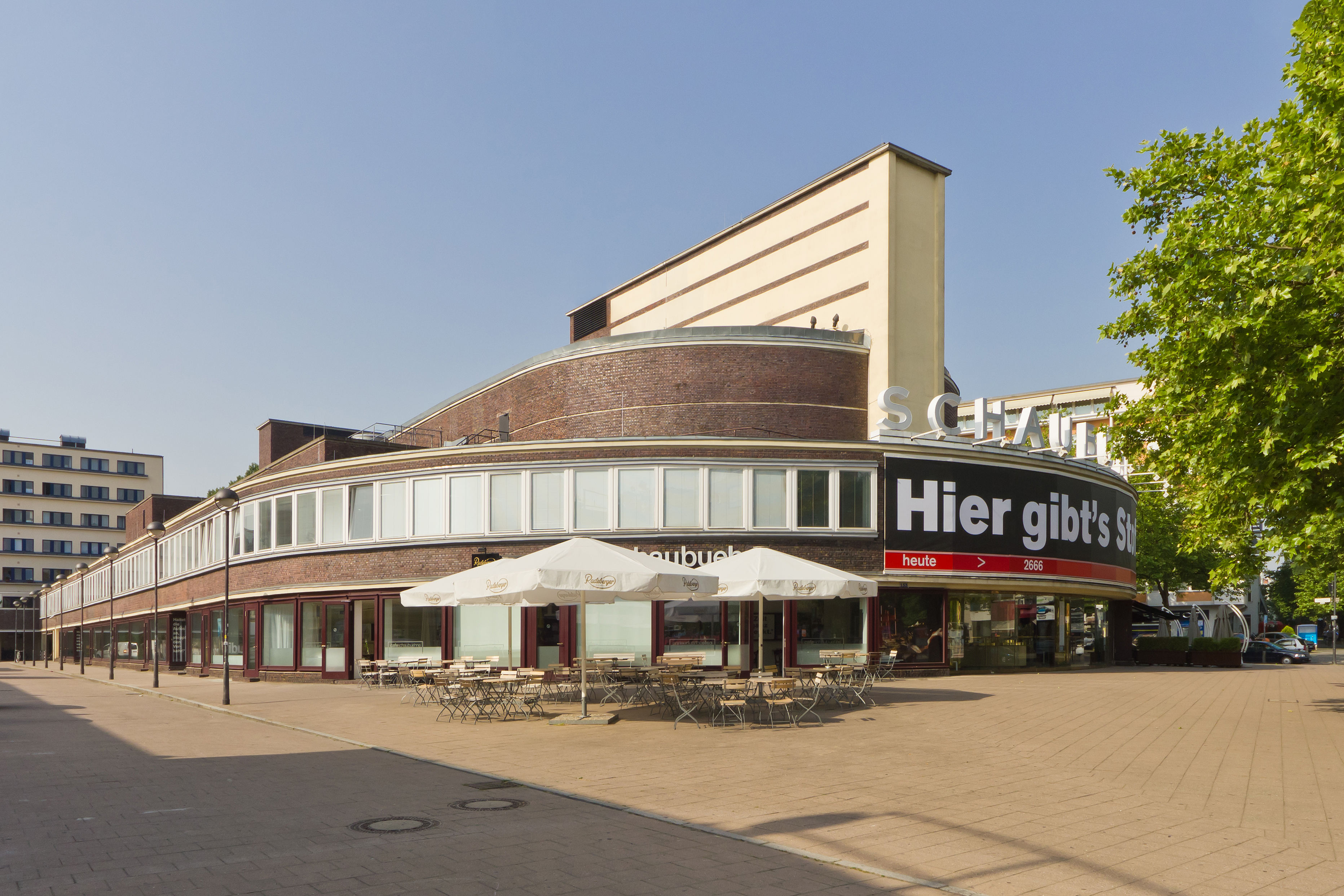
Schaubühne am Lehniner Platz

Schaubühne am Lehniner Platz (oftast endast omtalad som Schaubühne) är en teater på Kurfürstendamm i Berlin. Det funktionalistiska teaterhuset byggdes 1928 som biograf med Erich Mendelsohn som arkitekt. Huset blev teater 1981 då Berliner Schaubühne flyttade hit från föregångaren Schaubühne am Halleschen Ufer i Kreuzberg. 
Berliner Schaubühnes mest framträdande regissör och konstnärlige ledare har varit Peter Stein. Han var teaterns ledare mellan 1970 och 1985 och har blivit internationellt tongivande med sina klassikeruppsättningar, vilka bygger på analytisk skärpa kombinerat med anslående scenisk verkan. Den mest omtalade uppsättningen är Aischylos fullständiga trilogi Orestien 1980.
1991-1997 leddes teatern av Andrea Breth. Sedan 1999 har regissören Thomas Ostermeier ingått i den konstnärliga ledningen, sedan 2004 som ensam konstnärlig ledare.